# 鋼鐵雄心II：鐵十字
《鋼鐵雄心II：鐵十字》是由製作mod34組成的工作組Irshappa所開發出來的一個擴展包，並於2010年10月7日放出於遊戲網站線上購買下載。該擴展包增加了數省地圖以及眾多其他增補。

## 新的改變
- 在遊戲中1933至1964的遊戲時間裡可操控約200個國家，並可體會部長與領導所造成的相互影響。
- 全新的地圖增加超過4000個新的省份。
- 超過6000個新事件。
- 新的科技數增加800個特殊科技與寫實的研究體系。
- 新的單位和加強旅，包括特殊部隊、步兵團、重砲等更多全新單位。
- 新的AI提供更多選擇與深入遊戲。
- 全新的1933、1934劇本比起舊的劇本更能適應《鐵十字》的系統。
- 可兼容安裝於《鋼鐵雄心II：最終決戰》、《民主兵工廠》與《黑暗時刻》。

## 外部連結
- Paradox Entertainment（英文）
- 鐵十字於ParadoxPlaza的介紹頁（英文）
- 遊戲基地，Hearts of Iron 鋼鐵雄心討論版 （页面存档备份，存于）（繁體中文）
- 巴哈姆特，Hearts of Iron 虎膽雄心(鋼鐵雄心)系列（繁體中文）